# Koninklijke Atletiek Vrienden Roeselare
Koninklijke Atletiek Vrienden Roeselare, afgekort KAVR of AVR, is een Belgische atletiekclub uit Roeselare. De club is aangesloten bij de Vlaamse Atletiekliga onder stamnummer 63. De activiteiten gaan door op de atletiekpiste van het stedelijk sportstadion te Roeselare.

## Geschiedenis
Voor er sprake was van een atletiekclub, zouden er al sinds 1910 'voetloopwedstrijden en atletiekfeesten' gehouden zijn in Roeselare.
Atletiek Vrienden Roeselare werd gesticht in 1942, mede door de broers Henri en Leon Denys , die beiden ook training gaven aan de leden. De doelstelling was het sportaanbod en de sportparticipatie in de regio Roeselare te verbeteren. Kortrijk Sport Atletiek was hun leerschool. Trainingen en wedstrijden vonden aanvankelijk plaats op de terreinen van voetbalploeg SK Roeselare en de terreinen van Park Rodenbach. In 1957 werd er een atletiekterrein op het collegeplein van Schiervelde aangelegd, waar vanaf dan getraind werd. Op 15 augustus 1961 werd het stedelijk sportstadion met atletiekpiste ingehuldigd, waar AVR vandaag nog steeds gevestigd is.
In 1973 splitste een deel van AVR zich af. De RAC (Roeselaarse Atletiek Club) bestond enkel uit vrouwen en werd mede gesticht door Rosika Verberckt, omdat volgens haar vrouwen in de atletiek te weinig aandacht kregen. In 1974 werd het tweemaandelijkse contactblad opgericht.
In 1976 ontstond ook de RACO (Roeselaarse Atletiek Club Oostende). Na verloop van tijd noemden zij zichzelf Rebelse Atletiek Club Oostende omdat de link met Roeselare al lang verleden tijd was geworden. Deze club bleef nog bestaan tot 1997.
In 1997 werd AVR opnieuw gesplitst: een deel van de leden zocht samenwerking met Mandel Atletiekclub Izegem (MACI). Deze club fusioneerde later met verschillende andere West-Vlaamse clubs onder de naam FLAC.
In 2006 kwam naast AVRAS (Atletiek Vrienden Roeselare Afdeling Staden) ook AVRAHG erbij: Atletiek Vrienden Roeselare Afdeling Hooglede-Gits.

## Wedstrijden
Atletiek Vrienden Roeselare organiseert jaarlijks verschillende wedstrijden, waaronder een manche van de Crosscup, de Westlaanrun, Kortemark Loopt en een wedstrijd van de Rubenscup.

## Bekende (ex-)atleten
- Veerle Dejaeghere
- Alexander Doom
- Sofie Gallein
- Ronny Ligneel
- Barbara Maveau
- Hanna Vandenbussche
- Lino Vandoorne
- Rosika Verberckt
- Jesse Vercruysse